# Leave in Silence
Leave in Silence – singel grupy Depeche Mode promujący album A Broken Frame.

## Wydany w krajach
- Australia (7")
- Belgia (CD)
- Brazylia (CD)
- Francja (7", 12", CD)
- Hiszpania (7", 12")
- Niemcy (7", 12", CD)
- RPA (7")
- Szwecja (7")
- Unia Europejska (CD)
- USA (CD)
- Wielka Brytania (7", 12", CD)

## Informacje
- Czas nagrywania Lipiec 1982
- Nagrano w Blackwing Studios, Londyn (Wielka Brytania)
- Produkcja Daniel Miller i Depeche Mode
- Teksty i muzyka Martin Lee Gore
- Inżynierowie dźwięku Eric Radcliffe i John Fryer

## Strona B
Na stronie B singla ukazała się instrumentalna wersja jednej z albumowych piosenek - My Secret Garden. Nazwano ją Excerpt From: My Secret Garden. Różni się od albumowej wersji szybszym tempem oraz większą ilością melodii granych na syntezatorach.

## WydaniaMute
- 7 BONG 1 wydany 16 sierpnia 1982
  1. Leave in Silence - 4:00
  2. Excerpt From: My Secret Garden - 3:14

- 12 BONG 1 wydany 16 sierpnia 1981
  1. Leave in Silence (Longer) - 6:30
  2. Further Excerpt From: My Secret Garden - 4:22
  3. Leave in Silence (Quieter) - 3:40

- CD BONG 1 wydany 1991
  1. Leave in Silence - 4:02
  2. Excerpt From: My Secret Garden - 3:16
  3. Leave in Silence (Longer) - 6:32
  4. Further Excerpt From: My Secret Garden - 4:23
  5. Leave in Silence (Quieter) - 3:42